# Musipán (Venezuela)
Musipán es un pueblo pequeño venezolano con aproximadamente 1000 habitantes ubicado al sureste de la ciudad de Punta de Mata, dentro del municipio Ezequiel Zamora del estado de Monagas. El nombre del pueblo es así en honor al indígena Musipán, que fue un gran cacique que luchó por su pueblo.
Es originario de la localidad de Musipán el famoso humorista Er Conde del Guácharo (Benjamín Rausseo). Este pueblo monaguense le dio al parque temático margariteño del Conde su nombre, El Reyno de Musipán, en Margarita (estado de Nueva Esparta).

## Historia y tradición
Hace 100 años, cuando el pueblo se llamaba Santa Ana de Amana, había una serie de casas cerca de esa zona, hasta que llegó la enfermedad llamada fiebre amarilla, que ocasionó que todos los habitantes de esa época fallecieran. Los cadáveres eran enterrados en Gato Negro. Por esa razón, las personas no se dirigen a esas partes de Gato Negro después de las 06:00 p. m., porque dicen que los espíritus de esas personas todavía se encuentran allí.

## Educación
- Liceo Bolivariano “Maestro Simón”.[1]